# Campeonato Africano de Judo de 2014
El XXIII Campeonato Africano de Judo se celebró en Puerto Louis (Mauricio) entre el 26 y el 27 de junio de 2014 bajo la organización de la Unión Africana de Judo.
En total se disputaron dieciséis pruebas diferentes, ocho masculinas y ocho femeninas.

## Resultados

### Masculino
| Evento            | Oro                          | Plata                       | Bronce                                                  |
| ----------------- | ---------------------------- | --------------------------- | ------------------------------------------------------- |
| –60 kg            | Fraj Dhuibi Túnez            | Ayub Idrisi Marruecos       | Yasin Mudatir Marruecos Mohamed Rebahi Argelia          |
| –66 kg            | Mohamed Abdelmawgud · Egipto | Husem Jalfaui Túnez         | Fethi Nurin Argelia Hud Zurdani Argelia                 |
| –73 kg            | Gideon van Zyl Sudáfrica     | Osama Dyedi Argelia         | Mohamed Mohyeldin · Egipto · Hatim Tagrurti · Marruecos |
| –81 kg            | Safuan Ataf Marruecos        | Ali Hazem · Egipto          | Abdelaziz Ben Amar Túnez Yasin Ladur Argelia            |
| –90 kg            | Hatem Abdelajer · Egipto     | Abderahman Benamadi Argelia | Imad Abdelaui Marruecos Ahmed Lahmadi Túnez             |
| –100 kg           | Lyes Buyacub Argelia         | Ramadan Darwish · Egipto    | Mbagnick Ndiaye Senegal Stephane Ombiongno Camerún      |
| +100 kg           | Faisal Yabalá Túnez          | Islam El-Shehabi · Egipto   | El-Mehdi Malki Marruecos Bilal Zuani Argelia            |
| Categoría abierta | Faisal Yabalá Túnez          | Mohamed Tayeb Argelia       | Dieudonne Dolassem Camerún El-Mehdi Malki Marruecos     |

### Femenino
| Evento            | Oro                       | Plata                         | Bronce                                                       |
| ----------------- | ------------------------- | ----------------------------- | ------------------------------------------------------------ |
| –48 kg            | Taciana Lima Guinea-Bisáu | Sabrina Saidi Argelia         | Priscilla Morand Mauricio Asaramanitra Ratiarison Madagascar |
| –52 kg            | Hela Ayari Túnez          | Christianne Legentil Mauricio | Aya Jaled · Egipto · Meriem Musa · Argelia                   |
| –57 kg            | Ratiba Tariket Argelia    | Nesria Yelasi Túnez           | Fatima Zohra Chakir Marruecos Paule Sitcheping Camerún       |
| –63 kg            | Imen Aguar Argelia        | Suad Belakehal Argelia        | Szandra Szögedi Ghana Rizlen Zuak Marruecos                  |
| –70 kg            | Antónia Moreira Angola    | Fabiola Ndanga Nana Camerún   | Nada Ibrahim · Egipto · Asma Niang · Marruecos               |
| –78 kg            | Kauzar Ualal Argelia      | Sarah Myriam Mazouz Gabón     | Hortence Atangana Camerún Sara Mzugui Túnez                  |
| +78 kg            | Nihel Sheij Ruhu Túnez    | Sonia Aselah Argelia          | Christelle Okodombe Camerún Sahar Trabelsi Túnez             |
| Categoría abierta | Sonia Aselah Argelia      | Nihel Sheij Ruhu Túnez        | Monica Sagna Senegal Nadine Wetie Diodjo Camerún             |

## Medallero
| Núm. | País         | Oro | Plata | Bronce | Total |
| ---- | ------------ | --- | ----- | ------ | ----- |
| 1    | Argelia      | 5   | 6     | 6      | 17    |
| 2    | Túnez        | 5   | 3     | 4      | 12    |
| 3    | Egipto       | 2   | 3     | 3      | 8     |
| 4    | Marruecos    | 1   | 1     | 8      | 10    |
| 5    | Angola       | 1   | 0     | 0      | 1     |
| 5    | Guinea-Bisáu | 1   | 0     | 0      | 1     |
| 5    | Sudáfrica    | 1   | 0     | 0      | 1     |
| 8    | Camerún      | 0   | 1     | 6      | 7     |
| 9    | Mauricio     | 0   | 1     | 1      | 2     |
| 10   | Gabón        | 0   | 1     | 0      | 1     |
| 11   | Senegal      | 0   | 0     | 2      | 2     |
| 12   | Ghana        | 0   | 0     | 1      | 1     |
| 12   | Madagascar   | 0   | 0     | 1      | 1     |
|      | TOTAL        | 16  | 16    | 32     | 64    |